# Еловино
Еловино — деревня в Кичменгско-Городецком районе Вологодской области.
Входит в состав Кичменгского сельского поселения (с 1 января 2006 года по 1 апреля 2013 года входила в Плосковское сельское поселение), с точки зрения административно-территориального деления — центр Еловинского сельсовета.
Расстояние до районного центра Кичменгского Городка по автодороге составляет 30 км. Ближайшие населённые пункты — Великуша, Остапенец, Смольянка.
Население по данным переписи 2002 года — 293 человека (138 мужчин, 155 женщин). Преобладающая национальность — русские (99 %).